# 新ソード・ワールドRPGリプレイWaltz
『新ソード・ワールドRPGリプレイWaltz』（しんソード・ワールドアールピージーリプレイワルツ）は、グループSNEによるソード・ワールドRPGのリプレイシリーズの1つで、全5巻15話から成る。ゲームマスター・執筆者は篠谷志乃、イラストレーターは桐原いづみ、監修は清松みゆきである。プレイヤーキャラクターはナジカ、ディケイ、アイル、キーナ、ブランシュの5人で、「へっぽこーず編」や「ぺらぺらーず編」のような特に決まった呼び名はなく、シリーズ名からWaltzと呼ばれる。

## 作品概観
Waltzは前作同様、前シリーズが進行中に開始されたリプレイシリーズである。雑誌掲載はなく、文庫書きおろしであった。なお本作のプレイヤーにはTRPG未経験者が含まれていたり、TRPGの経験はあってもソード・ワールドRPG未経験者も含まれていたように、ソード・ワールドRPGのリプレイであるにもかかわらず、ソード・ワールドRPG自体に不慣れなプレイヤーが複数名関わっていることもWaltzの特徴である。このためかルールは、後述のSEコンバットを用いるなど簡略化されており、ロールプレイ重視のシリーズとなっている。本作と、同時期に展開した猫の街の冒険の2つのリプレイシリーズの完結を以って、フォーセリアを舞台としたソードワールドRPGのリプレイシリーズは一旦幕を下ろした。以降はソードワールド2.0のリプレイシリーズが展開されていった。

### 作品一覧
Waltzのリプレイ集各巻のサブタイトルは、以下の通り、全て単語を3つ並べ、中点で結ばれている。全5巻15話だが、13話の前に12.5話が挿入されている。
- 新ソード・ワールドRPGリプレイ集Waltz
  1. 『旅立ち・お祭り・子供たち』2006年12月25日発売 ISBN 4-8291-4489-0
  2. 『競争・怪盗・大湿原』　　　2007年3月25日発売  ISBN 978-4-8291-4493-0
  3. 『駆け込み・災厄・学者サマ』2007年7月25日発売  ISBN 978-4-8291-4506-7
  4. 『誘拐・ヤキモチ・すれ違い』2007年10月25日発売 ISBN 978-4-8291-4512-8
  5. 『誓い・隠謀・巣立ちの日』  2008年1月25日発売  ISBN 978-4-8291-4518-0
- 特別編

『常夏・大波・謎の声』　月刊ドラゴンマガジン 2007年9・10月号
ドラゴンマガジンに掲載された特別編。ナジカ・アイルと別行動中のキーナ・ブランシュ・ディケイがガルガライスの別荘地でとある依頼を受けることになる。キーナが「戦士4レベル・グレートソードとモールを操る」と紹介されていることから一行は3巻終了時の状態であり、同時期発売の雑誌の夏特集に合わせた記事の為、本編と矛盾する（3巻から4巻冒頭、一行はゴーバに滞在しており、また4巻12話、子供たちはドレッドノートで初めて海を見ている）。
- 月刊ドラゴンマガジン小記事

リプレイではないが、キャラクター達がソード・ワールドRPGの記事に登場している。
『イキナリ体験ツアー（藤澤さなえ/グループSNE）』イラスト・かわく
特別編の1　2007年1月号　Waltzの紹介。桐原いづみによるキーナとブランシュのラフスケッチ。
特別編の2　2007年2月号　Waltzの紹介。桐原いづみによるアイル・ディケイ・ナジカのラフスケッチ。
特別編の3　2007年3月号　Waltzの舞台となる西部諸国の紹介。
特別編の4　2007年4月号　Waltz導入部となる西部諸国の一つ・タイデルと五大神の祭の紹介。
『ソード・ワールドRPG魔法講座（篠谷志乃/グループSNE）』イラスト・桐原いづみ
第1回　2007年5月号　魔法語ってなあに？　キーナ　ブランシュ
第2回　2007年6月号　精霊魔法　　　　　　キーナ　ブランシュ
第3回　2007年7月号　古代語魔法　　　　　キーナ　ナジカ　（ブランシュ）
第4回　2007年8月号　神聖魔法　　　　　　キーナ　アイル　（ブランシュ　ナジカ）
第5回　2007年9月号　呪歌　　　　　　　　キーナ　アイル　（ブランシュ）
第6回　2007年10月号 共通語魔法　　　　　キーナ　ディケイ
　　　　　　　　　　　　　　　　　　　　（　）は3コマ漫画にのみ登場

### 舞台
Waltzは1992年に発表されたソード・ワールドRPGリプレイ第2部以来、約14年ぶりに西部諸国を舞台とした作品であった。その存在自体を無かったことにされることすらあった「西部諸国ワールドガイド」「ソード・ワールドRPGアドベンチャー」において作られた設定が、Waltzでは活かされた。

### プレイヤー
Waltzのパーティメンバーは「かつてないほどの善良なメンバー」と評されることが多い。また、冒険で得た報酬の使い道も、自分達のためのマジックアイテム購入などよりも、元々自分達が身を寄せていた孤児院にいる子供達のためにと、その多くを孤児院への仕送りに使ってしまう有様だった。その上、依頼者に対して提示された報酬よりもさらに多い報酬を要求するどころか、正当な報酬ですら逆に断ろうとするなど、既存のリプレイのパターンから大きく外れる面が度々見られる。
また、TRPG初心者が参加していることを割り引いても、プレイヤーがルールを逆手にとってGMを困らせたりする様子もない。戦略戦術面ではむしろかなり優秀と言ってよい程であるが、それが陰性の方向へ向かうことがほとんどない稀有な例と言える。
しかし、「情けは人の為ならず」的に、彼らの善行が有利なコネを生んだりしている側面もあり、行く先々で彼らの後援者的なNPCが生まれ、それが実際に役立ったケースもある。3巻では遂に王族にお目通りさえしている。
ところが、4巻でナジカが誘拐された事でパーティ全体（特にキーナとブランシュ）が暴走状態に陥り、目的の為には手段を選ばない非常にブラックな一面が明らかになる。GM自身、この回のセッションを「黒ワルツ」と呼んでいる。この事件の後遺症は重く、パーティ内の人間関係が微妙にギクシャクし始めるようになった上に、次のセッションで死者を出してしまう。これ以降、最終回に至るまで、プレイヤーキャラクター同士の人間関係、特に恋愛関係が詳細に描かれたのも特徴と言える。

### SEコンバット
本作は簡略戦闘ルールSEコンバットの紹介を目的の1つに掲げたシリーズであり、同ルールが採用されている他、Waltz第1巻の巻末には同ルールの詳細が記載されている。ちなみに猫の街の冒険では、SEコンバットの原型であるVEコンバットが採用されている。なお、VEコンバットにはソード・ワールドRPGの通常の戦闘ルールとは違った要素も入るが、このSEコンバットはソード・ワールドRPGの通常の戦闘ルールの単純な簡略化という位置付けである。例えば通常の戦闘ルールは、予め行動を宣言（味方と敵の知力を比較して、より知力の低い側が先に行動宣言し、次に知力の高い側が行動宣言）して、その後、戦闘に参加している者の敏捷度（素早さ）順に処理が行われる。これに対しSEコンバットでは、予め行動宣言をするというのが省かれているし、敏捷度の順番も把握しておく必要はない。まず、戦闘開始前にサイコロを振って先攻と後攻を決め、その後は、先攻が任意の順番で行動して全ての処理が終わったら、後攻が任意の順番で行動して処理をするという形で戦闘が進められる。また例えば通常の戦闘ルールでは、単位時間当りにできることがある程度細かく定められている（SEコンバットに比べて複雑であり、一文で書けるようなものでもないので詳細は省略する）。これに対しSEコンバットでは、戦闘時に取ることができる行動を「主行動」と「副行動」に分類されていて、副行動は主行動の前に任意の回数行え、主行動を行ったら行動終了といった形に整理されている。他にSEコンバットでは魔法の効果範囲なども単純化されていることなどが、通常ルールを簡略化した点として挙げられる。
このような簡略化が行われているため、通常の戦闘ルールとは有効な戦術が変わるし、戦闘のバランスも変わってくる。そしてWaltz第2巻でも言及されているように、通常の戦闘ルールよりもレンジャー技能の有用性が増すために、キャラクターの有用な成長のさせ方も少し変わってくる。SEコンバットを、キャンペーンの途中から導入することは勧められないとされる所以である。

## 登場人物

### 孤児院メンバー
人間関係としては、ナジカを先生とした教え子4人という構成。孤児院が農作物の不作により財政難かつ食糧難になったため、15歳になった子供達3人が、大食らいであるナジカともども口減らしに出されたのを機に、冒険者パーティーとして結成された。17歳のディケイは既に孤児院を出ていたものの、冒険者としてやっていくには性格的に不安な4人をリードさせるため、孤児院の院長によって呼び戻され、兄貴的役割を負うことになった。なおソード・ワールドのリプレイでは、しばしばプレイヤーズキャラクターのパーティーに通称が付いてきたが、このパーティーの場合は通称が最後までつかなかった。
キーナ（15歳）
ファイターの少女。パーティ内で最高の筋力21を持つ。無口という初期設定があったものの、恋愛小説を読みたがるなど少女らしいロマンティストな面がアイデンティティとなっていった（1巻で「キスはダークネスを唱えてから」という恋愛小説を読んでいた場面での「なんて優しいダークネス」というセリフには全員が笑い過ぎて悶絶した）。また意外とノリが良く、メイド喫茶のようなメイドになり切った事があり、その際には「キーナたん」と自称し、ディケイとアイルを驚愕させていた。親友のブランシュのフォローに回る事も多い。
キーナを演じていたプレイヤーが全くTRPGをしたことのない初心者であったため、負担の少ないファイターの役が割り振られた。その後、プレイヤーの成長に伴い、3巻にて匠の神・ガネードのプリースト技能を手に入れた（そしてこれが早速パーティーを全滅の危機から救うことになった。また、最終決戦の最後の局面で決め手となったのもこの技能だった）。盗賊や賭博師に信者が多いガネード教団の中では珍しい「真っ当なガネード神官」であるため、タイデルのガネード神官から喜ばれた。
元気で素直な主戦力で、パーティのエースストライカーである。1巻で虫のモンスターとの戦闘に彼女が苦戦したことから、虫が苦手という設定ができた。なお好きなタイプはマッチョらしい。キーナは元々クラフトマン（職人）技能も持っていたため、3巻ではセタの作った器械の修理をすることができた。そんなこともありセタとは良い雰囲気だったが、4巻のナジカ誘拐事件の後、ディケイを「兄」ではなく、「異性」として意識しはじめた。しかし、その矢先に彼が死亡した事で悲嘆に暮れる。その後、ポニーテールにしていた髪を切り、ディケイの復活に向けて奔走。その甲斐あって復活した彼に対し、最終回で告白するに至る。
名前の由来はきな粉から。
ブランシュ（15歳）
シャーマンの少女。キーナと仲が良く、年頃の少女らしくはしゃぐ姿をよく見せる。小悪魔かつわがままな面を持つという初期設定があったが、内気で人見知りというロールプレイに落ち着いた。
ナジカ同様体力が無く、さらにナジカとは違って手先は不器用である。他の孤児院メンバーもそうだが、孤児という出自故に親に対して思うところがあるようである。メンバーに対する愛情がもっとも強く、仲間のことに関して感情の激発を見せることもあり、アイルの偽両親騒動では激怒し、ナジカ誘拐事件ではパーティがバラバラになる事を極度に恐れていた。そのため、ナジカが戻ってきた時は真っ先に彼女の胸の中に飛び込んで号泣している。同じ歳のアイルに対しては彼の性格もあってかお姉さんぶる事が多く、本人曰く「アイルには素直になれない」らしい。
偏食であり、野菜と果物しか食べられず、よくナジカに叱られる。また、アイルのプリースト技能がレベル5になる事を恐れている（「クエスト」の呪文で「肉を食べろ」と命令出来るようになるため）。2巻のカラーイラストにて雨に打たれた憂鬱そうなブランシュが描かれているが、これは「肉を食べてしまったため」という（ブランシュのプレイヤーによる）公式見解 が存在するほどに肉が嫌いである。
戦闘においてはキーナと並ぶポイントゲッターであり、ディケイと共に参謀的役割もこなす。
4巻のナジカ誘拐事件の時はキーナと共に暴走しまくり、GMに冷や汗をかかせた。さらに「ファラリスの声が聞こえるかも」など不穏当な発言までしている。
ディケイの死後、その復活のための情報を得るためにライブリオンとの交渉に臨む。提示した「ライブリオンが今後絶対に手に入らないような何か」により情報は得られたが、引き換えに「何か」の保証と期限としてのカース（呪い）を受け入れる。この呪いが自分の周囲の者を巻き込む可能性をライブリオンから示唆されていたため、最終回の冒険が一段落した後は周囲の者を巻き込むことを恐れ、パーティから離れて独り旅立とうとする。しかしアイルに引き止められた上に告白までされた為、パーティに残る事になった。
なお、ライブリオンとの交渉の際のゴタゴタでアイルにファーストキスする羽目になってしまい、しかも、ナジカとキーナの2人と合流した際はブランシュが下着姿だったため、ナジカに「アイルとブランシュは結婚する」という誤解を植えつけてしまった。
名前の由来は白雪姫から（「白」雪姫 → 「ブランシュ（Blanche：フランス語で白）」）。
ナジカ・ラッツェル・クフィアン・マリー（?歳）
通称ナジカ先生。本名はもっと長いらしいが、最後まで明らかにならなかった。キーナ以下4人の子供の教師であるエルフ族の女性ソーサラー（魔術師）。ただしセージ（学者・賢者）技能やシャーマン（精霊使い）の技能も持つ。このパーティにおいては唯一人間族ではないメンバーである。自らは子供達の保護者のつもりでいるが、天然ボケのおっとりした言動が多く体力も無いため、むしろ子供達に保護されている面が多々見られる。既に成人しているキーナ達を「可愛い子供達」と思っていたが、2巻でキーナ達がバストを意識したり、アイルが女性の微笑みで動揺していたりしたのを見て考えを多少改め、男女で別の部屋にする等の行動を取っている。とは言え、その割に自分はその男性（つまりディケイとアイル）と同じ部屋で寝たりしている。
また、頼まれてもないのに無償で依頼を引き受けようとしたり、困っている人から報酬を貰う訳には行かないと拒んだりするなど、極めて善良な反面、世渡りは壊滅的に下手である。しかし、3巻では遂に「お金を沢山持っている人からはきちんと貰う」と多少割り切った考えをするようになった（ディケイやブランシュいわく「いい傾向」）。その一方で（その天然そのものの言動から）「魔性の女」呼ばわりされたりもしている。意外とプライドが高く、他人から施しを受けるという行為を嫌っており、されそうになるとキレる。必殺技は「めっ」で、これが出ると子供達が恐怖に打ち震えた。しかも4巻で「ライトニング（電撃系の攻撃魔法）」が撃てるようになり、さらに5巻では「パラライズ（目標を麻痺させる魔法）」まで加わり、恐怖度に拍車がかかった。
見た目に反して大食いで、村では大メシ食いのナジカというあだ名があった（ただしプレイの中ではこの設定はあまり触れられていない）。
「恋の魔術師ミラクルナジカ」という持ち歌がある。2話でバソンにより作詞作曲され、ドラゴンマガジン2007年7月号の他、3巻ではキーナとブランシュも歌っていた。
?歳とされているが、本人の言葉から130歳以上である事が分かっている。
戦闘においては古代語魔法（ハイ・エンシェント）を渋く使いこなす。その上、戦闘向きではないラバ（名はルル）を所有したり冒険の途中でニードルワーカー(針子)の技能を取得する、ナジカ不在時には全くタイプの異なるNPCを演じるなど珍しいロールプレイを行い、毎話ごとの講座の講師でもあるため、プレイヤーは上級者であろう。なぜか会話では京都弁を使う。
おっとりしているがパーティの要であり、彼女が居なくなると子供達は本領を発揮できなくなってしまう。それを象徴したのが4巻のナジカ誘拐事件で、彼女が抜けたパーティは暴走状態に陥ってしまい、普段では考えられないブラックな一面が露になる。その前兆とも言える出来事として、3巻で捕らえたオリガからナジカが攻撃を喰らった時は子供達が激怒した事があった。
長命なエルフだけあり、数多くの人の死を見送ってきた経験もあって、ディケイが死んだ際も、それはそれで仕方ないことかもしれないと考えるなど、子供達とは違う考えをみせたこともあった。また、何故か子供達同士の恋愛関係をまとめようとし、お見合おばさんみたいと言われたこともあるが、ナジカ自身、幼い頃に好きだったハーフエルフの少年が自分のせいで里を追い出され、30年後に再会した時には病で亡くなる直前であったという辛い過去があるためと言うことが最終話で明らかになった。この時、今際の際の彼から子供を託されるもベルダインの大地震で亡くしてしまい、それ以来、幾人もの子供を育てながら西部諸国を放浪していた。さらに20年前には暗殺者の集団として知られる現在の「死神」の前身に誘拐された事も明かされ、伊達に百年以上は生きていない事を見せ付けた。
アイル曰く、「孤児院で育った男子は全員ナジカ先生が初恋の相手」とのこと。
なお、4巻以降は使い魔としてリス（名はテテ）を持った。しかしテテに活躍の場はあまりなかった。
アイル・フォードラ（15歳）
チャ・ザの神官戦士を勤める少年。バード技能（楽器はリュート）も持っており、さらにコック技能も持つ多彩なキャラクター。
メインはプリースト技能で、食材などの腐敗を防止する「ブリザーベイション」の呪文が使える6レベルが目下の目標である。
孤児院時代は自分より年少の子供の面倒を良くみる兄的存在であったが、パーティにおいてはむしろディケイの弟的存在として行動している。また、同じ歳のブランシュからも弟扱いされている。年頃の男の子らしく、綺麗系のお姉さんに弱い。
やたらと（プレイヤーの）直感が当たり、「予知能力」とまで言われた。最終話によると、ナジカのように誰もを愛せる人間になりたいと願った時にチャ・ザの声が聞こえてきたらしい。3巻ではゴーバのチャ・ザ神殿長やブラキ神殿長との説法勝負で勝利している。戦闘においては盾役、後方支援、呪歌によるトリッキーな戦術の組み立てなど器用にこなす。全体的に「ここぞという時」にダイス目が良く、戦闘ではクリティカルで大ダメージを与えることも多い。このようなことから先述の予知能力の件とも合わせて、幸運の神とされているチャ・ザに愛されていると言われていた。
3巻では回復役の彼が重傷を負って昏倒し、あわや全滅かという危機に陥ったが、たまたまその回からプリースト技能を取得していたキーナが治療して事なきを得た。
音楽祭に出場した際には「アイルの奏でるトラッド」（略して「アイリッシュ・トラッド」）という持ち歌を披露し、1レベルバードにしてはそこそこの好評を得た。その後4巻で2レベルになった際は「レクイエム」を覚えたが、皮肉にもその直後にディケイが死んでしまい、初使用はディケイを弔うためであった。
何でもそつなくこなすが、それ故に他人の僻みを理解出来ない事をディケイとブランシュに指摘されている。
4巻のナジカ誘拐事件の時は他のメンバーが暴走する中、1人だけ他人を思いやる姿を見せた。
ディケイの死後、暴走気味に復活の手立てを探し回るブランシュをフォローし、彼女がライブリオンにカースをかけられたと知って、自らに「ブランシュが目的を達成するまでそれを手助けする」というクエストをかけた。そして最終話エピローグで独り旅立とうとするブランシュを引き止め、彼女を守る事を誓う。
ライブリオンとの交渉の時のゴタゴタでブランシュとファーストキスする羽目になったが、その際にブランシュから「シェイド」を喰らって昏倒しており、2度目のキスの時の「シェイドはやめてね」の台詞には全員が悶絶して「名ゼリフ2号」と言われた。
ディケイ（17歳）
15歳トリオの兄貴分的な存在であるシーフの少年（ただしフォーセリアの世界観では概ね15歳で成人として扱われる）。
年長者として早く社会に出ていたものの、精神的に打たれ弱くぐれたという初期設定があったが、ロールプレイに反映されているとは言い難い。過去のリプレイのぐれたキャラクターのイメージとはかなり遠く、盗賊であるためパーティの汚れ役を一手に引き受ける立場ではあるが、それを感じさせない面倒見の良い人物である。この性格のために、タイデルの盗賊ギルドでは他人を騙す事や物を盗む事が出来ず、落ちこぼれだったらしい。ただし、皆の前では猫を被っているらしく、夜中に物音で起きた時はかなり柄が悪かった。
トラブルを生みかねない他のメンバー（特にナジカ）にブレーキをかける存在で、彼がいないとキーナ達は売り飛ばされてしまうとまで言われる。戦闘に戦闘以外に、あらゆる場面で大車輪の活躍を見せる（その割には「肉体労働が嫌い」と発言しているが）。他のメンバーに比べると多少お金に五月蝿く、何かと無報酬にしようとするナジカを頻繁に言いくるめているため、GMから「詐欺師」呼ばわりされている。
洞察力が高く、2巻ではオークションの開催目的を容易く見抜き、3巻ではゴーバの後継者争いに鉱山の土砂崩れが利用される事を懸念していた。しかしその割には盗賊なら知っていそうな事を知っていなかったりする。プレイヤーの嗜好でロック好きであり、プレイヤーが足を滑らせた経験があるためミズゴケが嫌い。
戦闘においてはシーフとしての素早さを活かしたおとり役と、作戦を組み立てる参謀役を兼任する。精神力以外の能力値は総じて優秀で、筋力も平均よりかなり高い。
清松みゆき曰く、「ガルガドが見かけたら拉致しそうなほど優秀な盗賊」。
時々「（ナジカ）先生じゃない誰か」から得た「大人の常識」を披露し、意外な人生経験の豊富さをうかがわせている。ドラゴンマガジン2007年9月号の特別編前編にて、タイデルにいた頃は祭り中にテキ屋をやった事があるらしく、名物「タコと小麦粉のまん丸焼き」を作れる。
しかし、4巻のナジカ誘拐事件の時は全く本領を発揮する事が出来ず、「先生が居ないとヘタレ」と発言していた。そして、この不調は次のセッションにまで影響を及ぼし、魔術師オリガとの戦闘で死亡してしまう。初恋の人はナジカだが、4巻のナジカ誘拐事件後、改めてナジカを意識するようになった一方で、キーナに想いを寄せられていたのだが、それに気付かぬまま命を落としてしまった形である。
5巻にてパーティメンバーの奔走によって復活するも、それまでの丸々2話分の間、プレイヤー自身もセッションに未参加だったため、パーティ内の雰囲気が微妙に変わっていることに途惑いを見せた。また復活後、キーナ、ブランシュ、アイルの成長に驚きや喜びを覚えつつも、一抹の寂しさも感じるようになる。この結果、死亡前までは多少無理をしてでも他のパーティメンバーを守ろうとしている面もあったが、復活後はアイルに対してコンプレックスを持っていたことを告白したり、キーナの告白に狼狽えたりと、それまで見せなかった年相応の頼り無さを見せるようになった。これによってパーティ内でのディケイの役割も変化した。
なお、右目に眼帯をしているが、その経緯については明らかになっていない。ただ、特別編でわざわざ貝で眼帯を作るほどの拘りを見せたことから、彼にとって眼帯は重要な意味を持つものと思われる。
院長
一同の出身である、タイデル近郊のカムカ村にある孤児院の院長。若い頃は冒険者であった。チャ・ザ神殿に所属する神官戦士だったとのことなので、少なくともプリースト技能とファイター技能を持っていると思われる。大凶作のため孤児院の財政状態がのっぴきならない状況に陥り、やむなくキーナ、ブランシュ、アイル、ナジカを旅に出した。この際ディケイを一時的に呼び戻したことで5人は冒頭からパーティを組むことができた。言い難い事をストレートに話す人物。
約20年前に、ウォルシャー達の陰謀を潰し、当分は再起不能な状況にまで追い込んだことがある。その事件でウォルシャー達に暗殺者として育てられていた子供達を引き取ったのが孤児院の成り立ちだった。ウォルシャーが彼を目の敵にしていたのはそのせい。なお、本名は最後まで明らかにされなかった。
5巻で再登場した際にはブランシュの身に何かが起きた事を薄々察していたらしく、最終話ラストシーンでアイルにブランシュを託す。

### タイデル
バソン
冒険者の店「緑のさざなみ亭」の店主。一同が旅に出る前から、小遣い稼ぎ程度の仕事をここで時々していたため、当初から一同とは顔馴染み。

イアソン
ラーダ神官で遺跡の研究者。遺跡発掘に従事していたが、とある事情により発掘チームから信用を失い、神聖魔法の行使も覚束無くなってしまって自信を失っていた。一同の手助けによって、自らの仕事が認められ、発掘チームに返り咲き、チームリーダーとなって遺跡の研究を続けていたが、彼の一存で一同を国家機密の側面もある重要な遺跡に入れてしまい、アルトニーによって左遷させられてしまう。

アルトニー・カントロ
タイデルの諜報大臣。キーナ達に、人間を復活させる魔法装置の最後の1回分をディケイの復活に使用させる代わりに、自分達のために働いてもらうという取り引きを持ちかける。イヤミで尊大な口調だが、実際にはかなりのやり手。

### ラバン
バイス夫妻
ラバン郊外で牧場を経営する老夫婦。牧場で良馬（シャロウリップル）が出来たため、レースに出場させるために騎手を探していた。通りがかりの一同の中からアイルに目を付けるが、騎手の依頼料をケチろうとして「息子よ」と下手な芝居をうったために、孤児の一同（特にブランシュ）の大顰蹙を買ってしまった。なお老夫婦の本当の息子はオウルと言い、年齢も40歳代とアイルとは全く異なる上に、ラバンの街で馬具職人をしている。
シャロウリップル
バイス夫妻の牧場で産まれた、とびきりの良馬。略して「シャロゥ」と呼ばれている。牝馬。アイルに懐いてしまう。

フォルク・ブリード
ラバンの領主。国王賞レースに臨席する形で登場し、レース終了後にトラブルが発生した際には自ら指示を飛ばしていた。大変な女好きだが、一同とは直接の接触はなかったため、この設定が活かされる機会はなかった。

ニール
アラニンの友人で綿織物の商売をしていたが、凶作の影響もあって破産してしまい、財産の競売を行うことになる。
マリー
ニールの娘で姉妹の姉。名前の元ネタはマリオ。母親と共にニールを支えていたため、意外と商才がある。後に競売に来た貴族と結婚して、妹ルイーズと再会するためにキーナ達に依頼する。
スターチ
ニールの家の使用人代わりに手伝っていた村人。ナイトウィンドをかたってニール宅で盗みを行った張本人であったことが、キーナ達の調査によって判明した。
ナイトウィンド
リプレイ第1部等にも登場している女盗賊であり、吟遊詩人が歌う程に有名な人物である。一同とは思わぬところで邂逅する。

### リファール
ケフナ夫妻
商人の夫婦で、タイデルの祭りに来た際、「緑のさざなみ亭」に泊まったことで一同と知り合いになる。後に一同がリファールに行った際に再会する。夫のケフナはロック好きであり、音楽祭でハッスルしすぎて翌日に彼が動けなくなった。これが娘のフローラが1人で祭りに出かけてしまう原因になった。
フローラ
ケフナ夫妻の娘で10歳くらい。アンジーという弟がいる。祭りを目当てに家族旅行でタイデルに来ていた。近年タイデルの祭り期間中は人出の多さに警備が追い付いておらず、治安が悪化していた。そんな中で祭りに1人で遊びに出てしまった結果、子供を狙った誘拐騒動に巻き込まれ誘拐されかけるも、間一髪のところでキーナ、ディケイ、ブランシュに助けられた。当時は冒険者として駆け出しだったキーナ達だが、この実績を買われタイデルの祭りの警備で手一杯になっていた警備団から依頼を受けることができた。
後に一同がリファールに行った際にも町の中を走り回っている姿が見られた。
ルイーズ
ニールの娘でマリーの妹。名前の元ネタはルイージ。リックとかねてから恋仲だったが、実家が破産したため、気に染まぬ縁談が持ちかけられるのを怖れてリックと駆け落ちし、リファールにて針子の仕事をしている。なお針子としての腕は良い。ちなみにキーナは彼女の駆け落ちに同情的であったのに対し、ブランシュは批判的だった。
リック
ルイーズの恋人でガラス職人。腕も良く、小さな工房を持っている。ガラスに色々な材料を混ぜることで、他者には出せない色を付ける技術を持つ。
モーヴィン
冒険者の店「白山羊亭」の主人で、常にむっつりとした愛想のない男。「しかし実は人がいい」という説明を子供達にツンデレ呼ばわりされ、GMもぶっきらぼうながら細やかな気配りをする人物として演じている。3巻にてナジカが世話になったお礼にと贈ったアップリケ付きのちゃんちゃんこを4巻再登場時にも着用。『盗賊たちの狂詩曲』収録のサプリメント「ソード・ワールドの人々」からの登場。

トエ
パイニーヒル神殿に仕えている娘のマージに会いにいくため、リファールから神殿までの護衛を一同に依頼した。この縁で一同はマージと知り合う。なおトエは高齢で足も悪く、夫はすでに亡くしている。

### ゴーバ
セタ
ゴーバの鉱山で調査を行っている学者。フィールドワークをよく行い、また色々な機械を試作している。鉱山の調査過程で崩壊の危険を察知し、それを訴えている。キーナといい雰囲気になった為、ブランシュから敵意を向けられる。キーナに魔法のペンを渡したが、キーナはセタの目の前でそれをブランシュに渡してしまい、がっかりしていた（しかも、この後キーナはディケイに想いを寄せるようになる）。

サナンII世
ゴーバ領主の第1王子で王太子。セタの雇い主で、その関係で一同もお目通りすることになる。
お駄賃
古代遺跡にて、庭園のせん定用として置かれていた、ビスクドールの姿をしたシング（魔法生物）。頼みを聞いてくれた一同に「お駄賃」として魔晶石（古代魔法王国では貨幣代わりだったが、製作のすべが失われた現在では高価）を渡そうとしたため、怒ったナジカに「お駄賃」と名付けられた。

### ドレックノール
オリガの部下
戦士くずれの子分。パーティと戦闘になった際、オリガに渡された「リビングドール」（毒薬の1種）を使用したことでモンスターになりかけたが、アイルの「キュアー・ポイズン」（解毒の魔法）によって効果を打ち消されたことで正気に戻った。その後「黒ワルツ」状態のパーティに散々脅された挙句、身ぐるみを剥がされた。
「赤いピアスの」リージャ
盗賊ギルドの最高幹部の1人で、市内の治安維持を担当している。奴隷商からナジカを強引に取り戻したパーティに、見逃す代わりにドレックノールで流行っている奇病の原因を突き止めるよう依頼してきた。
ライブリオン
ドレックノールの地下に棲み着いている魔獣マンティコア。死者蘇生に繋がるかもしれない情報を持っていた。

### その他の人物
アラニン
ベルダインの商人。一同にタイデルからラバンまでの旅の護衛を依頼し、このため一同はラバンに移動することになった。部下を使って手広く通商をしており、一同と孤児院との手紙や送金のやりとりの手助けにも使われている。

マージ
トエの末娘でパイニーヒル神殿の神官。セタとは師弟関係。パイニーヒル神殿でも農作物の異常なほどの大凶作となっていたこともあり、そしてカムカ村などの話をキーナ達から聞いたため、マージはキーナ達のパーティとは別行動で各地を旅しながら調査を行うことにした。旅の途中、彼女はキーナ達の出身孤児院も訪れている。そこで情報交換をした。ウォルシャーが倒された後、大地の力を活性化させる能力を持った魔法の品をキーナ達から託される。
ジグ
既婚者であり妻のラルカと共に植物の研究をしている。野外での行動と弓の扱いに長けており、ナジカが誘拐された後に一時的ながらパーティにも加わった。なおこの夫妻には、リルという幼い娘がいる。夫妻の研究や知識に目を付けたオリガに狙われ、ラルカに至っては拉致されそうになったこともあり、ラルカやリルの身の安全のために娘共々移住を余儀なくされた。さらにこの移住は、今まで彼らの住んでいた村がオリガやその手の者に襲われることを恐れての移住でもある。

オリガ
「あの方」と呼ばれる人物の指示で暗躍していた魔術師。ゴスロリ衣装を身に付けた美少女に見えるが、実は男である。ゴーバの地下遺跡にあった魔法装置で変異させた虫を西部諸国各地にばら撒いて、様々な災厄を起こしていた。オリガはカラスを使い魔にしており、これを工作に活用。カムカ村の大凶作も彼が仕掛けたものだったらしい。3巻でパーティに捕らえられてゴーバの官憲に引き渡されるものの脱走に成功し、パーティに復讐する為にナジカを誘拐してドレックノールの奴隷商人に売り飛ばした。その後はドレックノール近郊の遺跡で毒リンゴを栽培して海に蒔いていたが、パーティに発見されて戦闘になる。その正体はミラージュ・ストーカーというモンスターで、4体に分身して攻撃してきた。「ライトニング」の一撃でディケイを殺害するも怒り狂ったパーティの集中攻撃を受けて敗北し、最後は遺跡の自爆装置を作動させて遺跡と運命を共にした。
サティア・アディ
ソード・ワールドRPGアドベンチャーからのゲスト出演。オリガとの戦闘後、ドレックノールに戻る際に乗った船にたまたま乗り合わせていたハーフエルフで芸術の神ヴェーナーの司祭。ディケイの遺体が蘇生までに痛まないように、腐敗を防ぐプリザベーションの神聖魔法をかけてくれた。
ウォルシャー
オリガには「あの方」と呼ばれていた、一連の事件の黒幕。暗殺者集団「死神」の幹部。「多彩なる力の」の二つ名を持つが、ナジカには「器用貧乏の」の二つ名に変えられてしまった。キーナ達にとっては偶然ながら、彼の陰謀がことごとく潰され、片腕だったオリガも倒されたことから、自ら作戦指揮を取ることになった。いわゆるラスボス的存在だったにもかかわらず、事前に準備を整えた一同が不意討ちをかけたため、黒幕なのに前口上も述べさせてもらえなかった。

## その他
- ゲームマスター (GM) の篠谷志乃は略号が「W」となる作品に関ることが多く、富士見書房の関連サイトで同リプレイを紹介した際、「W」と自身との縁深さをしみじみと感慨していた。
- ソード・ワールドRPGリプレイ第1部と同様、タイトル、内容に音楽用語が入っているが、これは偶然の一致ではなく意図して行われたオマージュである。
- ソード・ワールドRPGリプレイxS最終巻にて、同リプレイのGM（清松みゆき）がプレイヤーの誰かがWaltzにも参加していることを示唆しており、謎のプレイヤーXがとぼけている様子があることから、両方のリプレイにプレイヤーとして参加した人物がいる模様。
- GMの篠谷志乃はティンダーのコモン・ルーン[38]を強く推している場面があるが、新ソード・ワールドRPGリプレイのマウナ・ガジュマがティンダーのコモン・ルーンに拘っていることと何らかの関係があるとみられる。